# Murina fanjingshanensis
Murina fanjingshanensis — вид ссавців родини лиликових. Вид названо за назвою національного природного заповідника англ. Fanjingshan National Nature Reserve, де новий вид було виловлено.

## Опис
Цей новий вид є великим серед Murina з довжиною передпліччя від 40.60 до 41.44 мм, найбільша довжина черепа від 18.39 до 19.05 мм; спина пухнастий, червоно-коричнева, черево жовте; форма вуха овальна і є насічка на задньому краї.

## Порівняння
M. fanjingshanensis подібний до M. bicolor та M. leucogaster, але морфологічно і молекулярно M. fanjingshanensis і два останніх, очевидно, різні. Розмір тіла M. fanjingshanensis знаходиться між двома названими видами, а колір черева відрізняється від M. leucogaster проте, схожий на M . bicolor і без жовтих або білих плям. Довжина голови і тіла, а найбільше довжина черепа M. fanjingshanensis менше, ніж M. leucogaster проте, більше, ніж M. bicolor особливо в деяких критичних даних вимірювань. Філогенез або генетичні відстані всі вказують, що M. fanjingshanensis має тісний зв'язок з M. bicolor, проте генетична дистанція між цими двома видами значно більша, ніж міжвидові генетичні дистанції Murina. Таким чином, M. fanjingshanensis був ідентифікований як новий вид завдяки морфології та молекулярним доказам.

## Проживання, поведінка
Знайдений в англ. Fanjingshan National Nature Reserve, провінції Гуйчжоу, Китай. Типовий зразок був захоплений в покинутому золотому руднику, де росте бамбуковий гай уздовж струмка, а висота над рівнем моря становить 1069 м. Всі M. fanjingshanensis підвішуються разом від 1 до 3 особин, і Rhinolophus luctus, Rhinolophus thomasi, Rhinolophus yunnanensis, Myotis altarium спочивають разом у тій же печері.